# Archivo de la Diputación de Barcelona
El Archivo General de la Diputación de Barcelona (AHDB) es una unidad de carácter central que da servicio a toda la estructura de la Corporación, que es a su vez creadora y proveedora de la documentación que año tras año le va transfiriendo junto con la producida por los Organismos Autónomos vinculados a la misma.
Las funciones básicas del AHDB son las de custodiar, conservar, organizar y seleccionar la documentación generada por la Diputación Provincial de Barcelona desde 1812, sea escrita, impresa, gráfica, fotográfica o audiovisual. Garantizar su conservación para dar fe y poder difundirla, además de elaborar instrumentos de descripción que aseguren tanto el control como la recuperación rápida y eficiente de la información. Otra de sus funciones principales es la de asegurar a los ciudadanos el derecho al acceso.

## Historia
El nacimiento de las Diputaciones tiene su origen en la Cortes de Cádiz con Constitución española de 1812 donde nacen los llamados gobiernos provinciales. Fue por poco tiempo debido a la Restauración de Fernando VII de Borbón en mayo de 1814, que suprimió tanto la Constitución como las Diputaciones hasta 1820, que con el Trienio Liberal se vuelven a recomponer.

### sigloXIX
En Barcelona la Junta interina de la Diputación constituida el 10 de marzo de 1820, desde el primer momento reclamó el palacio de la antigua Diputación del General ocupado desde 1714. Una parte del palacio les fue concedida y enseguida la Junta organizó una secretaría que desde el primer momento contó con una plaza de archivero —Francesc Quintana—, lo que se entiende como el momento del nacimiento del archivo.
Junto con el Archivero los otros actores principales en esos momentos eran el Registrador y los Oficiales. Ellos se encargaban de la organización del archivo. Durante los primeros años la manera de recuperar la información o de localizar los documentos era mediante los índices de las Secciones y gracias a un Índice General que elaboraba el archivero con todo lo que entraba: actas, reales órdenes y expedientes. De esta forma se gestionó la documentación durante los años de creación del AHDB entre 1820 y 1823.
Durante los años sucesivos del siglo XIX hubo como no reorganizaciones constantes como las llevadas a cabo entre 1836-1843; la regularización de 1854 motivada por la pérdida de capacidad de la Diputación; la Revolución de 1868 que propició el ingreso de mucha información; la de la Diputación Federalista de 1871; y la consolidación del Archivo en 1879 con el Nuevo Reglamento. Además los sucesivos Archiveros inician diferentes depósitos; reorganizan, catalogan y describen los fondos; confeccionan un libro de registro-inventario del archivo a medida que los criterios y las técnicas en el tratamiento de la documentación van cambiando mientras crece el interés histórico que suscitan los archivos. Así pues, el Archivo se tendrá que ir amoldando tanto a las diferentes vicisitudes y giros políticos como a los cambios y ajustes de presupuesto que cada gobierno propone a lo largo del siglo XIX.

### sigloXX
Uno de los periodos más importantes y fructíferos de la Diputación aunque no tanto de su Archivo es la etapa de la Mancomunidad de Cataluña (Mancomunitat) (1914-1923). Presidida por Enric Prat de la Riba y su equipo, tenía un proyecto catalanista de reorientar Cataluña que hacía imprescindible la necesidad de funcionarios preparados y afines a la causa catalana. Otro gran cambio fue el uso del catalán, aunque en la práctica esta libertad encontró bastantes limitaciones. Con todo, durante estos años el Archivo imprimió un nuevo libro de registro con el encabezamiento de las páginas en catalán, aunque escrito en castellano. Prat de la Riba propuso y llevó a cabo obras de mejora en el Palacio de la Generalidad, pero el Archivo no cambió de ubicación ni se mejoraron sus condiciones.
El peso cultural que se daba a las nuevas instituciones, a las que la Diputación favorecía, condujo al Archivo-Biblioteca de la Diputación a una función meramente administrativa y en consecuencia entre 1911 y 1915 se entregaron a otras instituciones todos los fondos históricos y artísticos que la Diputación conservaba y que no le eran propios. Se puede decir por todo esto que el Archivo colaboró estrechamente en la política cultural de la Diputación catalanista y de la Mancomunitat.
La dictadura de José Antonio Primo de Rivera paralizó la expansión cultural y creativa de esos años en Barcelona y el resto de Cataluña, hasta que en 1931 se estableció la Generalidad con la II República Española lo que hizo que la Diputación desapareciera hasta 1939 momento en el que resurge a través de una Comisión Gestora. Al estallar la guerra civil española los fondos del Archivo fueron retirados para su salvaguarda y en un momento poco claro del Franquismo fueron ubicados en los bajos del Palacio de la Generalidad, donde permanecieron hasta 1987. Pese a la Represión franquista en 1949 se restableció la Diputación aunque bajo la autoridad gobernativa y con sus atribuciones limitadas, esta situación se alargará hasta el final de régimen. Tras las primeras elecciones democráticas de 1977 la Diputación renace como entidad supramunicipal.
En 1987 la Documentación histórica fue traslada al Recinto de la Maternidad y el resto de documentación se conserva en diferentes edificios especificados en el apartado EMPLAZAMIENTO. Los instrumentos actuales de descripción del fondo histórico son un inventario de los legajos estructurados por áreas y se basa en las fotocopias de libro de registro-inventario de principios de siglo, con el añadido de relaciones de la documentación a partir del año 1920. Posee unos registros informáticos de uso interno que proceden del trabajo de descripción de parte de los fondos en fichas hechas a mano durante los años 80. Con todo el Archivo siempre está pendiente de elaborar instrumentos de descripción cada vez mejores para sus fondos y así asegurar la accesibilidad a los mismos.

## Archiveros y archiveras
| Nombre                     | Años      |
| Francesc Quintana          | 1820-1823 |
| Marià Esteve i Morató      | 1836-?    |
| Ramon Solà i Soler         | 1854-1878 |
| Camilo de Rancés i Simón   | 1878-1890 |
| Marià Vallès i Vallès      | 1893-1919 |
| Ignacio Rubio y Cambronero | 1928-1965 |
| Antoni Udina i Abelló      | 1972-1982 |
| Assumta Rodon i Valls      | 1982-2010 |
| Josefina Solà i Gasset     | 2010      |

## Fondos
La Diputación de Barcelona posee un Archivo Histórico, un Archivo Fotográfico y varios Archivos Administrativos.
- El Fondo documental: Contiene la producción generada por las diferentes áreas de competencias de la Diputación a lo largo de los siglos XIX y XX y se divide de la siguiente forma:

- Agricultura, Medio Ambiente y Espacios Naturales
- Beneficencia y Asistencia Social
- Cooperación Municipal
- Cultura
- Enseñanza
- Deportes y Turismo
- Gobierno
- Hacienda
- Obras Públicas
- Sanidad

- El Fondo Audiovisual.
- Fondos Gráficos y Cartográficos.
- Hemeroteca y Biblioteca.

## Instrumentos de Descripción
Tanto los investigadores como los estudiantes y particulares pueden acceder directamente a las bases de datos de AHDB disponibles para su consulta:
- Catálogo mecanizado del fondo documentalde Obras Públicas
- Catálogo mecanizado y digitalizado del Archivo Fotográfico
- Catálogo mecanizado de los fondos de Cultura y Enseñanza
- Catálogo mecanizado y digitalizado de los enfermos mentales a cargo de la Diputación
- Catálogo mecanizado de planos y mapas de la provincia
- Inventario del 70% de la documentación del siglo XIX
- Disponen también de catálogos manuales
- Acceso a la consulta de fondos bibliográficos y al fondo de imágenes mediante el servicio Intradiba.

## Emplazamiento
La documentación histórica desde 1987 se encuentra en el pabellón n.º 7 del recinto de la Maternidad, aunque hasta entonces se encontraba en el palacio de la Generalidad de Cataluña. La Maternidad era un complejo asistencial de finales del siglo XIX –Casa Provincial de la Maternidad y Expósitos- de ahí la extensión de sus jardines. En esos momentos el pabellón n.º 7 (de 18) estaba dedicado a la lavandería y las calderas. En los años 80 del siglo XX fue rehabilitado por el arquitecto Norman Cinnamond expresamente para albergar el Archivo Histórico de La Diputación de Barcelona.
La documentación correspondiente a los últimos años se distribuye entre el Recinto de la Escuela Industrial -Edificio del Reloj-, el edificio Can Serra que es la sede corporativa y un nuevo depósito en el Recinto de los Hogares Mundet.